# Боуэн, Томас Мид
То́мас Мид Бо́уэн (англ. Thomas Mead Bowen; 26 октября 1835, Берлингтон, территория Мичиган — 30 декабря 1906, Пуэбло, Колорадо) — 4-й губернатор территории Айдахо в 1871 году, сенатор от штата Колорадо в 1883—1889 годы.

## Биография
Томас Боуэн родился 26 октября 1835 года близ города Берлингтона  в инкорпорированной территории Мичиган (ныне Айова), на территории тогдашнего штата Миссури. Начальное и высшее образование получал в городе Маунт-Плезант. Боуэн выбрал специальность адвоката и в 1853 году получил право адвокатской практики в суде. Он был женат на Маргаретте Т. Боуэн.
В 1856 году переехал в округ Уэйн и в том же году стал членом палаты представителей Айовы. В 1858 году Боуэн переехал в Канзас . 
Во время гражданской войны воевал на стороне армии Союза в ранге капитана, окончив войну полковником, вскоре получив временное звание бригадного генерала. 
11 июня 1861 года он был назначен капитаном 1-го пехотного полка Небраски, позже переименованного в 1-й кавалерийский полк Небраски. 5 февраля 1862 года Боуэн ушел из рядов добровольцев. В армию Союза вернулся 11 июля 1862 года в ранге первого лейтенанта 9-го полка добровольческой кавалерии Канзаса, а 30 июля того же года был произведен в капитаны. Боуэн был назначен полковником 13-го полка добровольческой пехоты Канзаса 20 сентября 1862 г.. С октября 1862 года по 21 марта 1864 года Боуэн был временным командиром бригад в департаментах Миссури и Арканзас. C 22 марта 1865 по 24 июня 1865 он командовал 1-й бригадой 1-й дивизии 7-го корпуса (армия Союза) в департаменте Арканзас. С 13 марта 1865 года Боуэн был назначен бригадным генералом-бреветом . Его уволили из рядом добровольцев 28 июня 1865 г..
После войны Боуэн поселился в Арканзасе, где в 1866 году стал президентом конституционного конвента штата. В 1867—1871 годы он занимал должность судьи верховного суда Арканзаса}  . В 1871 году президент США Грант назначил Боуэна губернатором территории Айдахо  , последний находился в этой должности лишь без малого 5 месяцев: с 19 апреля по 15 сентября, поскольку своеобразный ландшафт штата пришёлся ему не по душе:

<…> как только нашему взгляду предстали земли к северу от Большого Солёного Озера, мы с женой решили вернуться на восток. Мне никогда в жизни не встречалось столько невозделанной земли.
Оригинальный текст (англ.)<…> as soon as the country north of Salt Lake burst on our gaze, my wife and I determined to return Ease. I never saw so much land to the acre in all my born days.

Боуэн вернулся в Арканзас, но уже в январе 1875 года переехал в территорию Колорадо и там продолжил адвокатскую практику. После придания в 1876 году территории Колорадо статуса штата Боуэн был назначен судьёй четвёртого судебного округа и проработал в этой должности до 1880 года. Он вынес мягкий приговор Джону Дж. Гуверу, убийце из Фэйрплея (округ Парк), которого 28 апреля 1880 года линчевала разъяренная толпа, ожидая перевода в тюрьму штата Колорадо. 
В 1882 году он был избран членом Палаты представителей штата, но вскоре ушёл с этого поста. С 4 марта 1883 года по 3 марта 1889 года Томас Боуэн занимал должность сенатора от штата Колорадо. Будучи сенатором, Боуэн находился в должностях председателя комитета по законам, готовым к подписанию и комитета по добыче полезных ископаемых. 
Боуэн занимался добычей полезных ископаемых в Колорадо и проживал в Пуэбло, где он умер 30 декабря 1906 года в возрасте 71 года. Он похоронен на кладбище Розелон в Пуэбло.